# Bernart Etxepare
Bernard Etxepare (na francuskom: Bernard D'Etchepare) bio je baskijski svećenik i pisac iz 16. stoljeća, najpoznatiji po zbirci pjesama pod naslovom Linguae Vasconum Primitiæ (hrv. Počeci baskijskog jezika) koja je objavljena 1545. i bila prva knjiga tiskana na baskijskom jeziku.

## Ime
Njegovo ime se također piše Bernat ili Beñat  na baskijskom iako je on osobno koristio Bernat. Njegovo prezime se po suvremenom baskijskom pravopisu piše  Etxepare, ali varijanta Detxepare se također povremeno susreće na baskijskom ili Dechepare na španjolskom obe u temeljene na francuskom pisanju  D'echepare. On je sam koristio oblik Dechepare.

## Život
Vrlo malo se zna o njegovu životu. Rođen je rođen oko 1470. – 1480. u području Saint-Jean-Pied-de-Port u Donjoj Navari. Njegovo rodno mjesto je seoska kuća Etxeparia u Bussunarits - Sarrasquettea proveo je većinu svog života u Saint-Jean- Pied-de-Port, radeći kao rektor u Saint Michelu, u crkvi Saint-Michel le-Vieux i kao vikar u Saint-Jean-Pied-de-Port.
Etxepare je proživio razdoblje rata i prevrata od 1512. pa nadalje s kastiljanskim osvajanja Gornje Navare. U jednoj od svojih pjesama, Mossen Bernat Dechaparere cantuya, on priznaje da je proveo neko vrijeme u zatvoru u Béarnu, iako razlozi za njegovo zatvaranje nisu baš jasni. Prema nekima, bio je optužen da je zauzeo stranu Kastilje u sukobu s Navarom, ne zbog vjerskih razloga. Drugi, međutim, smatraju da su razlozi za njegova zatočenja bili više moralni nego politički. Bilo kako bilo, Etxepare je tvrdio da je nevin.
Datum njegove smrti je nepoznat.

## Linguæ Vasconum Primitiæ
Godine 1545 on je objavio knjigu u Bordeauxu, naslova Linguae Vasconum Primitiæ, za koju se općenito pretpostavlja da je prva knjiga ikad tiskana na baskijskom jeziku. Ona sadrži zbirku pjesama,  od koji su neke vjerske prirode, neke ljubavne pjesme, jednu o svom životu, neke koje veličaju vrline baskijskog jezika i druge. Baskijski pjesnik i povjesničar Arnauld de Oihenart u svojoj knjizi „l'art poétique Basque“ iz 1665. navodi da su neki od njegovih prestižnih baskijskih pisaca među njegovim suvremenicima poput Joana Etxegaraia i Arnauta Lograsa koji su bili poznati po svojim pastoralima također objavljeni. Međutim, ako je i bilo dokaza za to, oni su izgubljeni. 
Ona je napisana na donjenavareškom dijalektu baskijskog jezika, koristeći pravopis pod utjecajem francuskog i stilom pisanja koji sugeriraju da Etxepare bio bertsolari, vrsta baskijskih pjesnika poznat po improviziranju poezije.
Knjiga sadrži:
- Predgovor
- DOCTRINA Christiana "kršćanski nauk"
- Hamar manamenduyak " Deset zapovijedi"
- Iudicio generala "Generalna Presuda"
- Amorosen gaztiguya "Razočaranja za ljubavnike"
- Emazten favore "U obranu supruga"
- Ezconduyen coplac "dvostih bračnog para"
- Amoros secretuguidena "tajni ljubavnik"
- Amorosen partizia "Razdvajanje ljubavnika"
- Amoros gelosia "Ljubomorni ljubavnik"
- Potaren galdacia "Molba za poljubac"
- Amorez errequericia "Zahtjev za Ljubav"
- Amorosen disputa "Ljubavnici sporova"
- Ordu gayçarequi horrat zazquiçat
- Amore gogorren despira "Prezir za oštre Majke"
- Mossen Bernat echaparere cantuya "Pjesma Mosena Bernat Etxepare"
- Contrapas
- Sautrela
- Extraict des regestes de Parlement

Imajte na umu da iznad izvedba u standardnog baskijskom jeziku sadrži neke riječi koje se pišu tako, ali se rijetko koriste.  Npr. umjesto lengoaje  ("jezik" )  danas bi se češće koristili autentični izrazi kao „mintzaira“ ili „hizkuntza“  
Sljedeći primjer je Contrapas, što je pjesma koja široko postavlja Etxepare motivaciju za izdanjem ove knjige i njegove nade za jezik. Etxepare objašnjava da je on prvi baskijski pisac čija je knjiga objavljena u tiskanom obliku. On poziva baskijskom jeziku na "izlazak"  i da postane nadaleko poznat, a Baski za sebe utru nove staze u svijet.
| izvorni tekst                                                                             | tekst na suvremenom baskijskom                                                            | engleski                                                                                                |
| ----------------------------------------------------------------------------------------- | ----------------------------------------------------------------------------------------- | --- |
| Heuscara ialgui adi cãpora.                                                               | Euskara jalgi hadi kanpora.                                                               | Basque, go outside.                                                                                     |
| Garacico herria Benedicadadila Heuscarari emandio Beharduyen thornuya.                    | Garaziko herria benedika dadila Euskarari eman dio behar duen tornuia.                    | The town of Saint-Jean-Pied-de-Port be blessed for having given to Basque its befitting rank.           |
| Heuscara ialgui adi plaçara.                                                              | Euskara jalgi hadi plazara.                                                               | Basque, go out into the square.                                                                         |
| Berce gendec usteçuten Ecin scribaçayteyen Oray dute phorogatu Euganatu cirela.           | Bertze jendek uste zuten ezin skriba zaiteien orain dute frogatu enganatu zirela.         | Other deemed it impossible to write in Basque now they have proof that they were mistaken.              |
| Heuscara ialgui adi mundura.                                                              | Euskara jalgi hadi mundura.                                                               | Basque, go out into the world.                                                                          |
| Lengoagetan ohi inçan Estimatze gutitan Oray aldiz hic beharduc Ohori orotan.             | Lengoajetan ohi hintzen estimatze gutxitan orain aldiz hik behar duk ohore orotan.        | Amongst the tongues in little esteem (you were) now however, which you deserve honoured amongst all.    |
| Heuscara habil mundu gucira.                                                              | Euskara habil mundu guztira.                                                              | Basque, walk the world at large.                                                                        |
| Berceac oroc içan dira Bere goihen gradora Oray hura iganenda Berce ororen gaynera.       | Bertzeak orok izan dira bere goihen gradora orain hura iganen da bertze ororen gainera.   | The others all have ascended to their splendour now it (Basque) shall ascend above them all.            |
| Heuscara                                                                                  | Euskara                                                                                   | Basque                                                                                                  |
| Bascoac oroc preciatz? Heuscaraez iaquin harr? Oroc iccassiren dute Oray cerden heuscara. | Baskoak orok prezatzen Euskara ez jakin arren orok ikasiren dute orain zer den Euskara.   | All praise the Basques though not knowing the Basque language now they shall learn what Basque is like. |
| Heuscara                                                                                  | Euskara                                                                                   | Basque                                                                                                  |
| Oray dano egon bahiz Imprimitu bagueric Hiengoitic ebiliren Mundu gucietaric.             | Oraindano egon bahaiz inprimatu bagerik hi engoitik ibiliren mundu guztietarik.           | If you have until now were without printing you now shall travel throughout the world.                  |
| Heuscara                                                                                  | Euskara                                                                                   | Basque                                                                                                  |
| Eceyn erelengoageric Ez francesa ez berceric Oray eztaerideyten Heuscararen pareric.      | Ezein ere lengoajerik ez frantzesa ez bertzerik orain ez da erideiten Euskararen parerik. | There is no other language neither French nor another that now compares to Basque.                      |
| Heuscara ialgui adi dançara.                                                              | Euskara jalgi hadi dantzara.                                                              | Basque, go to the dance.                                                                                |

Jedini preživjeli izvorni primjerak knjige čuva se u Nacionalnoj knjižnici Francuske u Parizu. Bez obzira na njenu književnu vrijednosti, njegova knjiga uživa trajnu slavu među Baskima. Pogotovo zadnja dva komada njegove knjige, ili njihovih izvadaka, često citiranih ili korištenih na neki drugi način na Baskijskoj sceni. Tijekom 1960-ih, na primjer, baskijski glazbenik Xabier Lete je producirao glazbenu partituru kao pratnju za Contrapas. U novije vrijeme, novorazvijeni softverski alat prepoznavanje govora je nazvan Sautrela po završnoj pjesmi u Etxepareovoj knjizi.  To ime nosi i književna serija na baskijskoj televiziji.